# Szergej Ivanovics Kozlov
Szergej Ivanovics Kozlov (oroszul: Сергей Иванович Козлов, ukránul: Сергей Иванович Козлов; Krasznodon, 1967. november 7. –) luganszki politikus, aki  2015 óta a részben elismert Luganszki Népköztársaság (LPR) miniszterelnöke. A Donbászi Népi Milícia vezérőrnagya, amelyhez a 2014-es ukrán forradalom, majd az LPR függetlenségének kikiáltása nyomán csatlakozott. A disszidálását megelőzően az ukrán állami katasztrófavédelmi szolgálatnál szolgált.